# Mitteldeutscher Fußballpokal 1927/28
Der Mitteldeutsche Fußballpokal 1927/28 war die zweite Austragung des Fußballpokalwettbewerbs der Herren für den Bereich des Verband Mitteldeutscher Ballspiel-Vereine. Titelverteidiger war der Chemnitzer BC, welche in der vergangenen Ausgabe den VfB Leipzig mit 3:2 besiegen konnte. Am Wettbewerb nahmen insgesamt 56 Vereine teil. Sieger der diesjährigen Ausgabe wurde der Dresdner SC durch einen 2:1-Sieg gegen Guts Muts Dresden. Durch den Pokalsieg durfte der Dresdner SC an der Deutschen Fußballmeisterschaft 1927/28 teilnehmen.

## 1. Runde
Quelle:
| Datum            |                             | Ergebnis  |                            |
| ---------------- | --------------------------- | --------- | -------------------------- |
| 16. Oktober 1927 | VfB Leipzig                 | 5:0       | SpVgg 04 Gera              |
| 16. Oktober 1927 | SV Fortuna Leipzig 02       | 5:0       | Viktoria Stendal           |
| 16. Oktober 1927 | FC Eintracht Leipzig        | 4:0       | Preußen Halberstadt        |
| 16. Oktober 1927 | SpVgg Dresden-Löbtau 1893   | 5:1       | Döbelner SC 02/90          |
| 16. Oktober 1927 | Guts Muts Dresden           | 11:1      | Zittauer BC                |
| 16. Oktober 1927 | MFC Komet 1908 Magdeburg    | 7:2       | SV Eintracht Salzwedel 09  |
| 16. Oktober 1927 | Riesaer SV                  | 2:0       | SC Großröhrsdorf           |
| 16. Oktober 1927 | Chemnitzer BC               | 7:0       | DSC Weipert                |
| 16. Oktober 1927 | SC National Chemnitz        | 3:1       | VFC Plauen                 |
| 16. Oktober 1927 | Plauener SuBC               | 2:0       | Germania Mittweida         |
| 16. Oktober 1927 | SV 07 Meerane               | 3:0       | Viktoria Lauter            |
| 16. Oktober 1927 | TuR Weißenfels              | 3:2 n. V. | Germania Köthen            |
| 16. Oktober 1927 | Dessauer SV 98              | 2:1       | Quedlinburg 04             |
| 16. Oktober 1927 | SpVgg Falkenstein           | 3:0       | SC Concordia Gera          |
| 16. Oktober 1927 | VfB Coburg                  | 4:2       | Schwarz-Weiss Erfurt       |
| 16. Oktober 1927 | VfB Rudolstadt              | 1:0       | Sportring Sonneberg        |
| 16. Oktober 1927 | SV 08 Steinach              | 6:1       | VfB Vacha                  |
| 16. Oktober 1927 | VfL Bitterfeld              | 4:0       | Magdeburger SV 90 Preussen |
| 16. Oktober 1927 | Leipziger BC 1893           | 8:0       | Sportfreunde Torgau        |
| 16. Oktober 1927 | SC Apolda                   | 3:2       | SV 99 Leipzig              |
| 16. Oktober 1927 | SC Erfurt 1895              | 3:2       | VfB Sangerhausen           |
| 16. Oktober 1927 | FC 1905 Zella-Mehlis        | 4:0       | Borussia Eisenach          |
| 16. Oktober 1927 | SV 09 Staßfurt              | 5:4       | SV Halle 98                |
| 16. Oktober 1927 | Schwarz-Gelb Weißenfels     | 5:4       | Sportfreunde Halle         |
| 16. Oktober 1927 | 1. SC 1911 Heiligenstadt    | 2:2 n. V. | BSC 07 Sangerhausen        |
| 16. Oktober 1927 | Planitzer SC                | 1:0       | SV Sturm Chemnitz          |
| 16. Oktober 1927 | FSV Preußen Bad Langensalza | 5:4       | SC Zella-Mehlis            |

## 2. Runde
Quelle:
| Datum            |                             | Ergebnis |                           |
| ---------------- | --------------------------- | -------- | ------------------------- |
| 30. Oktober 1927 | SC Apolda                   | 0:5      | VfB Coburg                |
| 30. Oktober 1927 | FC 1905 Zella-Mehlis        | 1:0      | SV 08 Steinach            |
| 30. Oktober 1927 | FSV Preußen Bad Langensalza | 4:2      | Schwarz-Gelb Weißenfels   |
| 30. Oktober 1927 | TuR Weißenfels              | 5:1      | Leipziger BC 1893         |
| 30. Oktober 1927 | MFC Komet 1908 Magdeburg    | 0:6      | Dresdner SC               |
| 30. Oktober 1927 | SV 09 Staßfurt              | 0:5      | SC Erfurt 1895            |
| 30. Oktober 1927 | Chemnitzer BC               | 5:2      | Riesaer SV                |
| 30. Oktober 1927 | SV 07 Meerane               | 5:1      | SC National Chemnitz      |
| 30. Oktober 1927 | FC Eintracht Leipzig        | 2:3      | SpVgg Dresden-Löbtau 1893 |
| 30. Oktober 1927 | SV Fortuna Leipzig 02       | 3:1      | SpVgg Falkenstein         |
| 30. Oktober 1927 | VfL Bitterfeld              | 2:1      | VfB Leipzig               |
| 30. Oktober 1927 | Guts Muts Dresden           | 5:0      | Planitzer SC              |
| 30. Oktober 1927 | VfB Rudolstadt              | 2:1      | Plauener SuBC             |
| 30. Oktober 1927 | BSC 07 Sangerhausen         | 2:2 1    | Dessauer SV 98            |

## Achtelfinale
Quelle:
| Datum             |                           | Ergebnis  |                             |
| ----------------- | ------------------------- | --------- | --------------------------- |
| 13. November 1927 | SV 07 Meerane             | 1:3       | Guts Muts Dresden           |
| 20. November 1927 | VfB Coburg                | 6:1       | FC 1905 Zella-Mehlis        |
| 20. November 1927 | SC Erfurt 1895            | 1:3       | FSV Preußen Bad Langensalza |
| 20. November 1927 | VfB Rudolstadt            | 2:3       | SV Fortuna Leipzig 02       |
| 20. November 1927 | SpVgg Dresden-Löbtau 1893 | 3:2 n. V. | VfL Bitterfeld              |
| 20. November 1927 | Dresdner SC               | 4:1       | TuR Weißenfels              |
| 20. November 1927 | Chemnitzer BC             | 4:2       | Dessauer SV 98              |

## Viertelfinale
Quelle:
| Datum             |                       | Ergebnis |                             |
| ----------------- | --------------------- | -------- | --------------------------- |
| 18. Dezember 1927 | SV Fortuna Leipzig 02 | 5:0      | SpVgg Dresden-Löbtau 1893   |
| 18. Dezember 1927 | Guts Muts Dresden     | 12:1     | FSV Preußen Bad Langensalza |
| 18. Dezember 1927 | VfB Coburg            | 1:3      | Dresdner SC                 |
| 18. Dezember 1927 | Chemnitzer BC         |          | Freilos                     |

## Halbfinale
Quelle:
| Datum           |               | Ergebnis |                       |
| --------------- | ------------- | -------- | --------------------- |
| 22. Januar 1928 | Dresdner SC   | 1:0      | SV Fortuna Leipzig 02 |
| 22. Januar 1928 | Chemnitzer BC | 1:2      | Guts Muts Dresden     |

## Finale
Quelle:
| Dresdner SC    | Dresdner SC                              | Guts Muts Dresden                        | Guts Muts Dresden |
| -------------- | ---------------------------------------- | ---------------------------------------- | ----------------- |
| Dresdner SC    | \| 23. April 1928 \| \| Ergebnis: 2:1 \| | \| 23. April 1928 \| \| Ergebnis: 2:1 \| | Guts Muts Dresden |
| 23. April 1928 |                                          |                                          |                   |
| Ergebnis: 2:1  |                                          |                                          |                   |